# Буллок, Дэвид
Дэвид Буллок (англ. David Bullock; 13 ноября 1960, Нью-Йорк, Нью-Йорк) — американский серийный убийца, жертвами которого стали 6 человек в период между декабрем 1981 и январем 1982 года. Все преступления были совершены на территории города Нью-Йорк. Исключительность делу Буллоку придает тот факт, что обладая заурядной внешностью и способностями, ему тем не менее удалось совершить ряд идеальных убийств, благодаря чему полиция Нью-Йорка долго не подозревала, что на ее территории орудует серийный убийца.
Несмотря на то, что Буллок совершал убийства через 4 года после того, как в Нью-Йорке за аналогичную серию убийств был арестован Дэвид Берковиц, череда убийств которого вызвала в городе моральную панику, преступления Буллока были не так широко освещены в СМИ и он не приобрел национальной известности как Дэвид Берковиц, так как большая часть деталей убийств стала известна только после его ареста. 5 из 6 убийств Буллок совершил, применив в качестве орудия убийства револьвер 38-го калибра.

## Биография
Дэвид Буллок родился 13 ноября 1960 года в Нью-Йорке. Его родители страдали алкогольной зависимостью и его воспитанием занимался дедушка. Буллок посещал школу, но был исключен из учебного заведения в связи с арестом в феврале 1977 года и последующим заключением.

## Криминальная карьера
Впервые Дэвид Буллок был арестован в феврале 1977 года в городе Монро, штат Нью-Йорк по обвинению в воровстве. Через пять месяцев Буллок совершил аналогичное преступление в Манхэттене, он признал себя виновным, был осужден и провел несколько месяцев в учреждении для несовершеннолетних преступников. Буллок вышел на свободу в ноябре 1977 года, но через два месяца — в январе 1978 года – Буллок снова был арестован в городе Гошен, штат Нью-Йорк и обвинен в краже со взломом. Освободившись, Буллок переехал в Манхеттен, где вскоре, не имея источников дохода, занялся мужской проституцией. Всего же за период с 1978 по 1981 год Дэвид Буллок привлекался к уголовной ответственности 5 раз.

## Арест и разоблачение
Дэвид Буллок был задержан 14 января 1982 года в подвальном помещении одного из многоквартирных домов в качестве свидетеля по делу исчезновения своего соседа по комнате Майкла Уинли. Во время обыска у Буллока был изъят револьвер 38-го калибра и дробовик, в связи с чем он был арестован. Через несколько часов Буллок дал признательные показания в совершении 6 убийств. Он признался в совершении убийства 42-летнего театрального актера Джеймса Уэбера, чье тело было обнаружено 5 декабря 1981 года на территории центрального парка Манхеттена. Застрелив Уэбера, Буллок похитил его деньги и удостоверение личности, вследствие чего его тело было идентифицировано только лишь через несколько дней. Причины появления Уэбера поздно ночью на территории центрального парка так и не были установлены, полиция предположила, что погибший и его убийца были знакомы и состояли в гомосексуальной связи, но знакомые и родственники Джеймса Уэбера опровергли слухи о нетрадиционной сексуальной ориентации погибшего, сам же Буллок также опроверг факт знакомства с Уэбером, он уточнил, что отправился в парк пострелять птиц, наткнулся на Уэбера и выбрал его в качестве жертвы случайным образом.
Через несколько дней Буллок совершил убийство своей знакомой 23-ней Эдвины Аткинс, подрабатывающей проституцией. По свидетельству Буллока, это было убийство на почве ненависти, после того как он рассказал девушке о совершенном убийстве Уэбера, но в ответ услышал обвинение о своей неполноценности. Застрелив девушку, преступник совершил поджог ее квартиры с целью уничтожения следов преступления. Также Буллок признался в совершении убийства 29-него инвестиционного консультанта Стивена Гленна Хэсселла, Буллок заявил, что Хэсселл пообещал ему денежное вознаграждение за оказание сексуальных услуг, после чего увез его к себе в квартиру, расположенную в престижном районе Манхеттена, где поздно ночью 15 декабря 1981 года Буллок застрелил Хэсселла, предварительно накрыв его лицо подушкой. Несмотря на то, что Хэсселл был влиятельным человеком и убийство произошло в престижном районе города, Дэвиду Буллоку удалось незамеченным покинуть место преступления, не оставив ни единой улики и зацепок следствию.
Четвертой жертвой убийцы, согласно показаниям Буллока стал 50-ний Герберто Моралес, гомосексуал, с которым Буллок был знаком с 1980 года, по воспоминаниям Буллока они провели вечер 22 декабря 1981 года на одной из рождественских вечеринок, после чего отправились в квартиру Моралеса, где вскоре Буллок застрелил хозяина квартиры. Похитив некоторые драгоценности и ценные вещи, Буллок перед уходом, как и в случае с убийством Эдвины Аткинс, поджег квартиру.. Последней жертвой серийного убийцы стал 28-ний охранник Эрик Майкл Фуллер, которого Буллок застрелил 4 января 1982 года из дробовика с целью ограбления, дробовик впоследствии был найден у убийцы при его задержании.
Впоследствии Дэвид Буллок заявил, что имеет причастность к исчезновению своего соседа по комнате — 29-него Майкла Уинли, согласно его рассказу, он застрелил Уинли 23 декабря 1981 года и выбросил его труп в реку Гарлем. Полицией впоследствии были организованы поиски тела Уинли, которые окончились безрезультатно. В 5 случаях орудием убийства послужил револьвер 38-го калибра, впоследствии баллистическая экспертиза подтвердила факт того, что все жертвы были действительно убиты из револьвера, принадлежащего Дэвиду Буллоку.

## Суд и приговор
Суд над Дэвидом Буллоком состоялся осенью 1982 года и прошел в крайне напряженной атмосфере. Буллок был направлен на судебно-медицинскую экспертизу, которая не выявила никаких психических заболеваний или отклонений, но признала, что обвиняемый страдает нарушениями эмоционального состояния. Окончательно Дэвиду Буллоку было предъявлено обвинение в 6 убийствах, несмотря на то, что тело одной из его жертв — Майкла Уинли — так и никогда не было найдено. На судебных заседаниях Буллок пребывал в крайне позитивном настроении, он детально с сарказмом описывал совершенные им преступления и с крайним цинизмом отзывался о своих жертвах, не выражая ни малейших признаков раскаяния, 26 октября 1982 года Дэвид Буллок признал себя виновным в 6 убийствах, в качестве основного мотива для убийств, он назвал — гедонизм, заявив дословно следующее: "«Я пребывал в духе Рождества. Это сделало меня счастливым. Мне это понравилось» ('I was in the Christmas spirit. It made me happy. I enjoy what I do). 29 октября 1982 года Дэвид Буллок был приговорен к 150 годам тюрьмы. На тот момент случаи вынесения наказаний в виде лишения свободы на такие длинные сроки не имели прецедентов в штате Нью-Йорк..

## В заключении
По состоянию на май 2020 года 59-летний Дэвид Баллок жив и продолжает отбывать свой срок заключения в тюрьме Clinton Correctional Facility. За прошедшие 38 лет заключения его персона больше не привлекала внимание СМИ и обстоятельства его жизни в тюрьме неизвестны.